# Mycteroperca cidi
Mycteroperca cidi là một loài cá thuộc họ Serranidae. Nó là loài đặc hữu của Venezuela.